# اویویند لئونهاردسن
اویویند لئونهاردسن (انگلیسی: Øyvind Leonhardsen؛ زادهٔ ۱۷ اوت ۱۹۷۰) بازیکن سابق فوتبال اهل نروژ است.
وی در تیم ملی فوتبال نروژ ۸۶ بازی انجام داده است و عضو این تیم در جام جهانی فوتبال ۱۹۹۴ و ۱۹۹۸ بوده است.